# Havoc (película de 2005)
Caos (Havoc) es una película estadounidense de 2005 dirigida por Barbara Kopple.
El filme expone la historia de unos adolescentes de clase alta de Los Ángeles que, influenciados por la cultura del hip hop, imitan el estilo de vida de las bandas. Pronto se meten en problemas cuando deben enfrentarse a una banda latina relacionada con el mundo de las drogas.
Aunque la película fue presentada en distintos festivales de cine, no llegó a ser lanzada a la gran pantalla y salió directamente a la venta en DVD el 29 de noviembre de 2005. Si bien carece de conexión con Caos, la versión en DVD del filme Normal Adolescent Behavior fue lanzada bajo el título Normal Adolescent Behavior: Havoc 2.

## Reparto
| Personajes           | Personajes   | Personajes |
| Actor                | Papel        |            |
| -------------------- | ------------ | ---------- |
| Anne Hathaway        | Allison Lang |            |
| Bijou Phillips       | Emily        |            |
| Shiri Appleby        | Amanda       |            |
| Michael Biehn        | Stuart Lang  |            |
| Joseph Gordon-Levitt | Sam          |            |
| Matt O'Leary         | Eric         |            |
| Freddy Rodríguez     | Héctor       |            |
| Laura San Giacomo    | Joanna Lang  |            |
| Mike Vogel           | Toby         |            |
| Raymond Cruz         | Chino        |            |
| Alexis Dziena        | Sasha        |            |
| Channing Tatum       | Nick         |            |
| Johnny Vasquez       | Manuel       |            |
| Luis Robledo         | Ace          |            |
| Sam Hennings         | Sr. Rubin    |            |
| Cecilia Peck         | Sra. Rubin   |            |
| Josh Peck            | Josh Rubin   |            |

- Datos: Q522235